# Clevelândia (ort)
Clevelândia är en ort i Brasilien.   Den ligger i kommunen Clevelândia och delstaten Paraná, i den södra delen av landet, 1 300 km söder om huvudstaden Brasília. Clevelândia ligger 878 meter över havet och antalet invånare är 14 701.
Terrängen runt Clevelândia är lite kuperad, och sluttar västerut. Det finns inga andra samhällen i närheten.
Omgivningarna runt Clevelândia är en mosaik av jordbruksmark och naturlig växtlighet. Runt Clevelândia är det ganska glesbefolkat, med 29 invånare per kvadratkilometer.